# M48 (Groot-Brittannië)

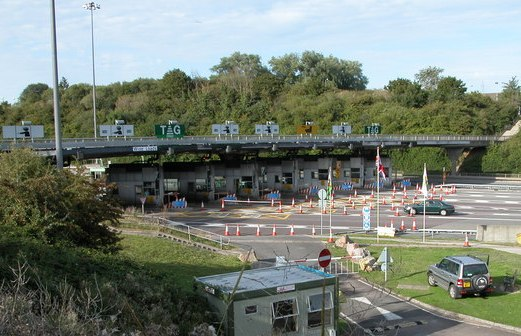
Tolpoorten op de M48

De M48 is een autosnelweg in Engeland en Wales. De weg loopt vanaf afslag 21 van autosnelweg M4 naar afslag 23 van autosnelweg M4. De M4 loopt over de nieuwe brug over de Severn, terwijl de M48 over de oude brug loopt.
De weg is 19,3 kilometer lang en loopt in oost-westelijke richting.
Groot-Brittannië:
M1 · M2 · M3 · M4 · M5 · M6 · M6 Toll · M8 · M9 · M10 · M11 · M18 · M20 · M23 · M25 · M26 · M27 · M32 · M40 · M42 · M45 · M48 · M49 · M50 · M53 · M54 · M55 · M56 · M57 · M58 · M60 · M61 · M62 · M65 · M66 · M67 · M69 · M73 · M74 · M77 · M80 · M90 · M180 · M181 · M271 · M275 · M602 · M606 · M621 · M876 · M898
A1(M) · A3(M) · A38(M) · A48(M) · A57(M) · A58(M) · A64(M) · A66(M) · A74(M) · A167(M) · A194(M) · A308(M) · A329(M) · A404(M) · A601(M) · A627(M) · A823(M)
Noord-Ierland:
M1 · M2 · M3 · M5 · M12 · M22 · A8(M)